# 一条通
一条通（いちじょうどおり）は京都市の主要な東西の通りの一つ。平安京の一条大路（いちじょうおおじ）にあたる。東端は烏丸通。西は右京区花園付近までだが、さらに西に延長して嵯峨野の清凉寺（嵯峨釈迦堂）までを一条通と呼ぶこともある。また宇多野で分岐して周山街道にも通じている。
現在は市中心部では一方通行の狭い通りである。堀川にかかる一条戻橋が有名である。

## 歴史

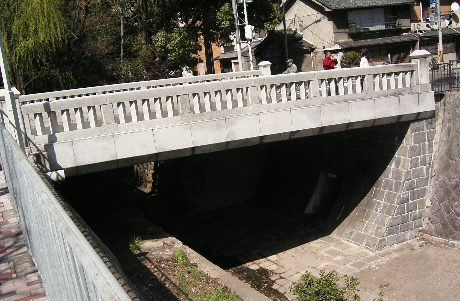
現在の一条戻橋

平安京の北端の通りは当初設計では現在の土御門大路の位置にあたるが、北へ二町拡張し、現在の一条大路の位置に造られた。両者の間は「北辺」と呼ぶ。
平安後期から鎌倉期にかけて、一条大路を越えた北側に貴族の邸宅が建てられて市街地が拡大し、これ以降平安京北端の大路という位置付けは次第に失われた。
『明徳記』によれば、南北朝の末期、明徳の乱において山名の軍勢の一部が一条大路を東へ進軍したとされる。すなわち、梅津から仁和寺を経て並岡（双ヶ丘）の東（妙心寺の裏）へ出、一条大路の末（西端）より進み大将軍社の鳥居前を通って軍（いくさ）が始まる様子が記されており、当時はまだ500を超える騎馬が進軍可能な道だった。
その後、一条通は豊臣秀吉の時代に大きな影響を被ったとみられる。当時、一条通の南にはすでに荒れ地と化した平安京大内裏の故地が広がっていたが、秀吉はそこを新しい政庁の場所と決め、聚楽第を建設した。その栄華は10年足らずで終わったが、本丸北堀や北の丸によって一条通は東西を寸断されたとみられ、聚楽が破却されたのちも江戸の寛永期の頃まで貫通しなかった可能性が指摘されている。この間、聚楽と禁裏を結ぶ重要な道として整えられたのが、一条通の一本南にある正親町小路（現在の中立売通）で、堀川に架かる橋においても一条戻橋より大きな欄干付きの橋が一本南に架けられたとみえる（『京都地図屏風』）。秀吉以降の諸史料の記述において「戻橋」の認識に混乱がみられることから、この間の一時期、一条橋は「戻橋」の通称を失うほどその地位を低下させていた可能性が高い。
聚楽第の周囲には秀吉に近づきたい大名らがこぞって屋敷を建設したが、一条通沿いにも如水町（黒田如水）、弾正町（上杉弾正大弼景勝）、飛弾殿町（蒲生飛騨守氏郷）など、ゆかりの町名が残る。

## 東一条通

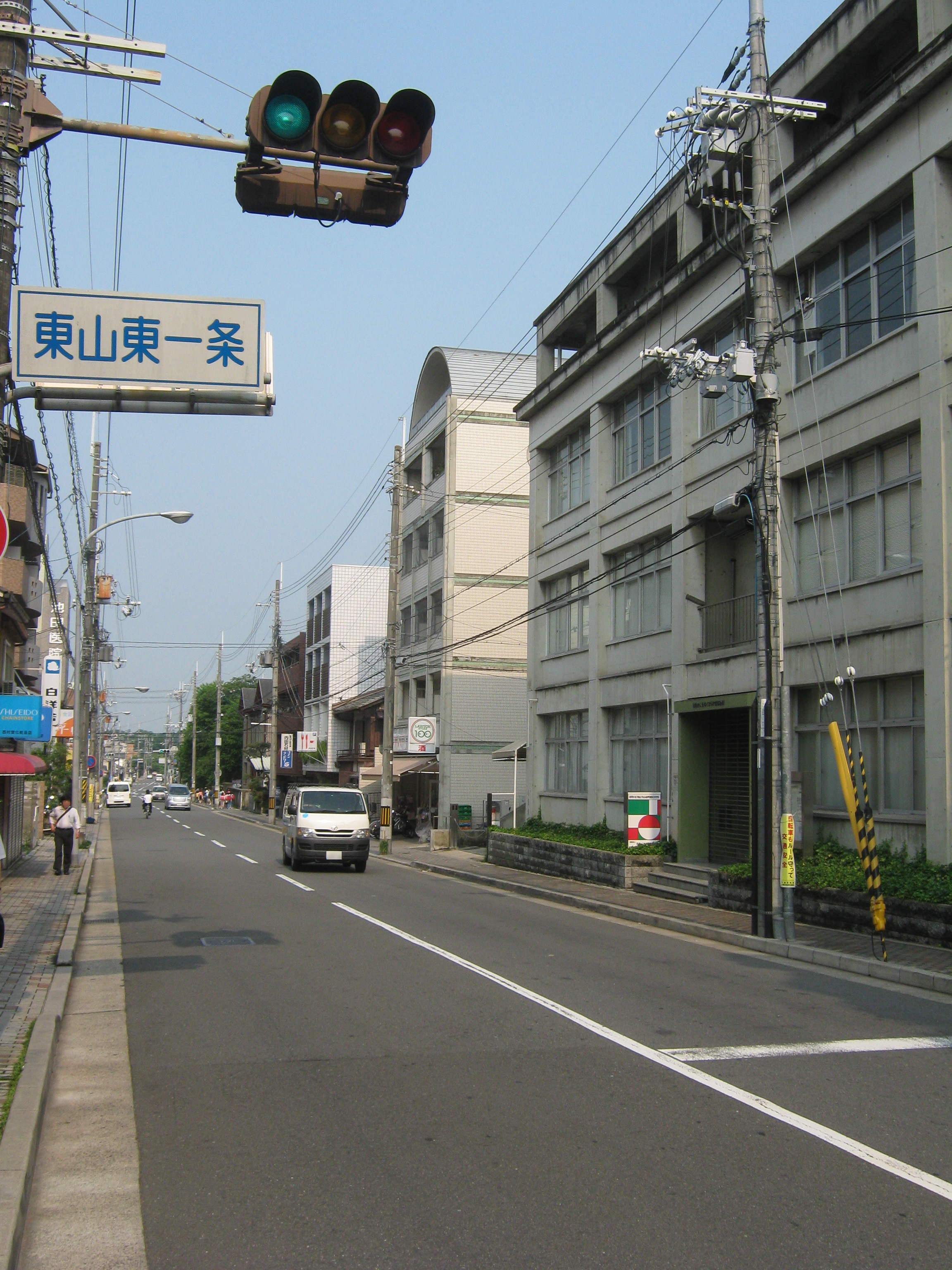
東一条通、京都市左京区

東一条通（ひがしいちじょうどおり）は鴨川を挟んで一条通と中立売通の間に相当する位置にあり、西は川端通から東は吉田神社の鳥居前まで。東大路通から東は吉田神社の参道であり、節分祭の折りになると露店でにぎわう。またこの区間の両側は京都大学の吉田キャンパスであり、正門も東一条通に面している。4月の入学シーズンには京都大学の課外活動へ勧誘する立て看板が林立する。
吉田参道は幕末期に現在の京大吉田キャンパス（本部構内）に尾張藩下屋敷が置かれた（これにより荒神口を起点として東北に延びる志賀越道が中断された）時、吉田神社により春日造の社殿へと続く参道として整備されたものである（従来の参道は神社内の太元宮に至る南側の道であった）。明治時代終期から大正時代初期に掛けての京都市三大事業として鴨川対岸から架橋のうえ東一条通を拡築するとともに市電を敷設する計画があり、拡幅工事が途中まで実施されたが結局のところ実現しなかった。東一条通が川端通から鞠小路通までの区間でやや広い幅員になっているのはこの時の名残である。
2017年より、東大路通から京都大学正門までの約70mの区間で、通信ケーブルを直接地中に埋める電線類地中化の実験が行われている。

## 交差する道路
- ここでは、市中心部の一方通行の狭い通りについては記述しない。

- 上側が東側、下側が西側。左側が北側、右側が南側。

| 交差する道路                                    | 交差する道路                       | 交差する場所 | 交差する場所 | 路線番号            |
| ----------------------------------------------- | ---------------------------------- | ------------ | ------------ | ------------------- |
| 市道181号京都環状線 <西大路通>                  | 市道181号京都環状線 <西大路通>     | 北区         | 西大路一条   | 府道101号           |
| <馬代通>                                        | <馬代通>                           | 北区         | 馬代一条     | 府道101号           |
| 市道183号衣笠宇多野線 <きぬかけの路> 金閣寺方面 | 府道130号花園停車場御室線          | 右京区       | 仁和寺前     | 府道101号           |
| 市道183号衣笠宇多野線 <きぬかけの路> 金閣寺方面 | 府道130号花園停車場御室線          | 右京区       | 仁和寺前     | 府道101号 市道183号 |
| 国道162号 <周山街道>                            | 国道162号 <周山街道>               | 右京区       | 福王子       |                     |
| 国道162号 <周山街道>                            | 国道162号 <周山街道>               | 右京区       | 福王子       | 府道29号            |
| <山越通>                                        | <山越通>                           | 右京区       | 一条山越通   |                     |
| 府道136号大覚寺平岡線                           | -                                  | 右京区       | 大覚寺門前   |                     |
| <清滝道>                                        | 府道29号宇多野嵐山山田線 <清滝道>  | 右京区       |              |                     |
| -                                               | 府道29号宇多野嵐山山田線 ［長辻通> | 右京区       | 嵯峨釈迦堂前 |                     |
| 府道50号京都日吉美山線                          |                                    |              |              |                     |